# Rich Hill
Rich Hill és una població dels Estats Units a l'estat de Missouri. Segons el cens del 2010 tenia 146.100 habitants.

## Demografia
Segons el cens del 2000, Rich Hill tenia 1.461 habitants, 617 habitatges, i 391 famílies. La densitat de població era de 411,7 habitants per km².
Dels 617 habitatges en un 30,5% hi vivien nens de menys de 18 anys, en un 48,9% hi vivien parelles casades, en un 11,7% dones solteres, i en un 36,5% no eren unitats familiars. En el 32,4% dels habitatges hi vivien persones soles el 20,7% de les quals corresponia a persones de 65 anys o més que vivien soles. El nombre mitjà de persones vivint en cada habitatge era de 2,37 i el nombre mitjà de persones que vivien en cada família era de 3.
Per edats la població es repartia de la següent manera: un 27% tenia menys de 18 anys, un 8,8% entre 18 i 24, un 24,4% entre 25 i 44, un 22,4% de 45 a 60 i un 17,5% 65 anys o més.
L'edat mediana era de 37 anys. Per cada 100 dones de 18 o més anys hi havia 80,2 homes.
La renda mediana per habitatge era de 22.964 $ i la renda mediana per família de 28.938 $. Els homes tenien una renda mediana de 25.476 $ mentre que les dones 15.978 $. La renda per capita de la població era de 15.356 $. Entorn del 16% de les famílies i el 19% de la població estaven per davall del llindar de pobresa.

## Poblacions més properes
El següent diagrama mostra les poblacions més properes.